# Famille Davy de La Pailleterie
 (février 2015).
Si vous disposez d'ouvrages ou d'articles de référence ou si vous connaissez des sites web de qualité traitant du thème abordé ici, merci de compléter l'article en donnant les références utiles à sa vérifiabilité et en les liant à la section « Notes et références ».
Cette page explique l’histoire ou répertorie les différents membres de la famille Davy de La Pailleterie.
La famille Davy de La Pailleterie, est une famille éteinte de la noblesse française originaire de Bielleville, un petit village du pays de Caux situé à proximité de Bolbec. 
Elle a été illustrée par Thomas Alexandre Dumas (1762-1806) dit le général Dumas général de la Révolution française, Alexandre Dumas (1802-1870) écrivain, Alexandre Dumas (fils) (1824-1895) écrivain.

## Histoire
Sa filiation établie remonte à Olivier Davy, écuyer, seigneur de Regneville, qui rend hommage au roi François Ier, le 12 juillet 1519. Cette famille a fait ses preuves de noblesse le 13 avril 1669 devant Caumartin, intendant de la généralité de Champagne lors de la recherche de la noblesse. Elle les a renouvelées devant d'Hozier en 1710 pour la réception de François-Anne Davy de La Pailleterie comme page de la Petite Écurie en 1712 pour l'admission de Marie-Josèphe Davy de La Pailleterie à la Maison royale de Saint-Louis. 

Dans une lettre adressée au Ministre de la Marine par M. Clairambault, chef des archives de la Marine, ce dernier écrit à propos de l'entrée d'un Davy de La Pailleterie dans La Royale : 

« Paris, le 8 mai 1755,
L'affaire, Monseigneur, de M. Davy de La Pailleterie, que j'ai l'honneur de vous renvoyer, est bien en règle. C'est une noblesse bien alliée. Son origine est d’ailleurs connue par un anoblissement sous Louis XI, il y a près de trois cents ans. »

## Membres notables
- Charles-Martial Davy de La Pailleterie, dit le « bailli de La Pailleterie » (v. 1648/1649 - 1719), chef d'escadre des galères
- Alexandre Antoine Davy de La Pailleterie, marquis de La Pailleterie, colonel et commissaire général d'artillerie
- Thomas Alexandre Davy de La Pailleterie (1762-1806) dit le général Dumas, général de la Révolution française
- Alexandre Dumas
- Alexandre Dumas fils
- Henry Bauër
- Alexandre Lippmann

## Titres et Armoiries
- Marquis de La Pailleterie (1707)
- Seigneur de La Pailleterie, de Reneville, de Bielleville, du Donjon...

## Personnalités
- Olivier Davy, sgr de Reneville
  - Thomas Davy (?-1505)
    - Olivier Davy, sgr du Donjon et de Reneville X Catherine de Mainbeville
      - Pierre Davy, sgr de La Pailleterie, de Reneville et de Bielleville (?-1576) X (1570) Anne de Pardieu
        - Charles Davy de La Pailleterie, sgr de La Pailleterie, de Reneville et de Bielleville (1576-?) X (1606) Marthe de Bréville
          - Charles Davy de La Pailleterie, sgr de La Pailleterie et de Bielleville (1608-1691) X Catherine Doulle
            - François Davy de La Pailleterie, sgr de Bielleville (1643-1708) X Marie Restout
              - Alexandre Davy de La Pailleterie, marquis de La Pailleterie (1674-1738) X (1710) Jeanne Paultre de Dominon
                - Alexandre Davy de La Pailleterie, marquis de La Pailleterie (1714-1786) X Césette Dumas (1714-1786)
                  - Adelphe Davy de La Pailleterie
                  - Jeanette Davy de La Pailleterie
                  - Marie-Rose Davy de La Pailleterie
                  - Thomas Davy de La Pailleterie (1762-1806) X (1801) Marie-Louise Labouret (1769-1838)
                    - Marie Dumas (1793-1881) X (1814) Victor Letellier (1787-1859)
                    - Alexandre Dumas (1802-1870) X Catherine Labay (1796-1868)
                      - Alexandre Dumas (1824-1895) X (1864) Nadejda Narychkine (1826-1895)
                        - Colette Dumas (1860-1907) X (1880) Maurice-Émile Lippmann (1847-1924)
                        - Jeannine Dumas (1867-1943) X (1890) Ernest Lecourt d'Hauterive (1864-1957)

                    - Alexandre Dumas (1824-1895) X (1895) Henriette Régnier de La Brière (1851-1934)

                - Charles Davy de La Pailleterie (1716-1773) X Marie Tuffe
                  - Charlotte Davy de La Pailleterie X (1764) Léon de Maulde, marquis de La Buissière et comte de Maulde (1735-1793)

                - Louis Davy de La Pailleterie (1718-1773) X Anne du Cestre

          - Jacques Davy de La Pailleterie, sgr de La Pailleterie (1609-1651) X Jacqueline du Bellay
            - Anne-Pierre Davy de La Pailleterie, marquis de La Pailleterie (1648-1725) X (1675) Catherine d'Espinoy
              - Polixène  Davy de La Pailleterie (1676-1715) X (1696) Antoine de Salmon, sgr de La Giraudière et de La Brosse (1660-1715)

            - Anne-Pierre Davy de La Pailleterie, marquis de La Pailleterie (1648-1725) X (1694) Suzanne de Montginot (?-1751)
              - Anne-François Davy de La Pailleterie, marquis de La Pailleterie (1696-?) X (1719) Marie-Louise von Rathsamhausen (1689-1771)
              - Suzanne Davy de La Pailleterie (1708-1742) X (1735) Marc de Croismare, sgr de Lasson (1695-1772)

            - Charles-Martial Davy de La Pailleterie (1649-1719)

## Alliances
Cette famille s'est alliée aux familles : de Pardieu (1570), de Bréville (1606), d'Espinoy (1675), de Salmon (1696), de Montgirot (1694), Paultre de Dominon (1710), von Rathsamhausen (1719), de Croismare (1735), de Maulde (1764), Labouret (1801), Letellier (1814), Narychkine (1864), Lippmann (1880), Lecourt d'Hauterive (1890), Régnier de La Brière (1895), du Bellay, de Cestres, de Mainbeville, Doulle, Dumas, Restout, Tuffe...